# Alberto De Falco
Alberto De Falco, detto Il Lupo (Cosenza, 28 maggio 1967 – Strada statale 379, 23 febbraio 2000), è stato un militare italiano appartenente alla Guardia di Finanza, decorato di Medaglia d'oro al Valor Civile.

## Storia
Nato a Cosenza il 28 maggio 1967 e cresciuto a Rossano dopo l'anno di leva obbligatoria nel 1992 si arruola in Guardia di Finanza, frequentando il battaglione allievi finanzieri della Scuola alpina della Guardia di Finanza e conseguendo le qualifiche di sciatore ed alpiere per poi essere trasferito nel 1993 al battaglione allievi di Mondovì ove ottiene la specializzazione in Antiterrorismo pronto impiego.
Il settembre dello stesso anno viene trasferito presso la compagnia pronto impiego di Brindisi per il contrasto al Contrabbando, e grazie alle sue grandi capacità di svolgere servizi notturni e al rapporto che stringe con i colleghi ed i suoi superiori ottiene il soprannome "Il Lupo".
Nel 1994, durante un intervento a seguito di uno sbarco a Savelletri, l'Alfa Romeo 75 a bordo della quale si trovava con dei colleghi viene speronata da un fuoristrada blindato tuttavia non ferendo nessuno.

### Morte
Nel 2000 passato a Vicebrigadiere continua la sua attività, e la notte del 23 febbraio 2000 insieme ad Antonio Sottile, Edoardo Roscica e Sandro Marras si trova a bordo di una Fiat Punto con il nominativo "Clio 2", e mentre percorrono la complanare della Strada statale 379 Egnazia e delle Terme di Torre Canne all'altezza del chilometro 46+300 si trovano d'innanzi un Range Rover completamente blindato adibito al trasporto di sigarette che circolava a fari spenti, che alla vista della pattuglia la travolge frontalmente causando la morte sul colpo di Alberto De Falco, mentre  Antonio Sottile morirà poco dopo per le ferite riportate in ospedale e gli altri 2 finanzieri sopravviveranno.

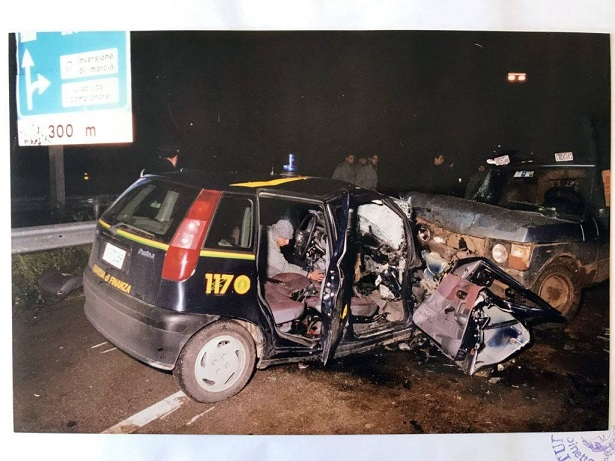
Resti dell'autovettura a seguito dello scontro.

### Conseguenze della morte
A seguito di questo grave atto viene data vita all'Operazione Primavera che porterà allo smantellamento delle attività di contrabbando della Sacra corona unita in Puglia dotando le forze dell'ordine di appositi mezzi blindati per evitare ulteriori incidenti del genere. Per l'atto eroico il 16 giugno del 2000 gli è stata conferita insieme agli altri colleghi coinvolti la medaglia d'oro al valore civile ed a Brindisi gli è stata intitolata piazza "Sottile De Falco" oltre al posizionamento di un memoriale nel luogo dell'incidente.
Inoltre la figlia per seguire le orme del padre è entrata in Polizia di Stato.